# The Rifles
The Rifles (Kurzname: RIFLES) sind ein seit 2007 bestehendes Infanterieregiment der British Army, das durch die Amalgamation mehrerer früherer Regimenter leichter Infanterie entstand und deren Traditionen fortführt. Es besteht derzeit aus vier Vollzeit (regular) und drei Teilzeit (Army Reserve) Bataillonen, die verschiedenen Brigaden unterstellt sind. Einheiten des Regiments waren u. a. am Krieg und der Besetzung des Irak und am Krieg in Afghanistan beteiligt.

## Organisation
Das Regiment ist das in Bataillonen gezählt größte Infanterieregiment des britischen Heers. Obwohl das Regiment offiziell als leichte Infanterie markiert ist, ist jedes seiner Bataillone für eine spezifische Einsatzrolle einschließlich mechanisierter Infanterie (Panzergrenadiere) ausgebildet und ausgerüstet:
- 1st Battalion The Rifles (1 RIFLES, deutsch: 1. The Rifles-Bataillon): leichte Infanterie; seit 2019 der 7th Infantry Brigade unterstellt. Kaserniert in den Beachley Barracks bei Chepstow, Gloucestershire. Soll 2023 zu leichter mechanisierter Infanterie umgewandelt werden und frühestens 2028 nach Caerwent verlegen.[1]
- 2nd Battalion The Rifles (2 RIFLES): leichte Infanterie, derzeit der 38th (Irish) Brigade unterstellt. Kaserniert in den Thiepval Barracks, Lisburn, Nordirland. Soll 2023 dem 4th Light Brigade Combat Team unterstellt werden.[2]
- 3rd Battalion The Rifles (3 RIFLES): leichte mechanisierte Infanterie; derzeit der 51st Infantry Brigade unterstellt. Kaserniert in den Dreghorn    Barracks, Edinburgh, Schottland. Sollte im Zuge von Army Refine 2021 der 1st Armoured Infantry Brigade (dann 1st Strike Brigade) unterstellt werden, in die Catterick Garrison (Garnison südlich von Richmond) verlegen und mit Mechanised Infantry Vehicle ausgerüstet werden. Nach neuerer Planung soll das Bataillon nach entsprechender Ausbildung 2024 der 11th Security Force Assistance Brigade unterstellt werden und frühestens 2027 nach Blackpool verlegen.[3]
- 5th Battalion The Rifles (5 RIFLES): (schwere) mechanisierte Infanterie (Warrior AFV); der 20th Armoured Brigade unterstellt. In Bulford, Wiltshire kaserniert. Soll 2025 auf Boxer umrüsten.[4]
- 6th Battalion The Rifles (6 RIFLES): leichte Infanterie; Army Reserve, County-Bataillon für Südwestengland und die Midlands. Hauptquartier in den Wyvern Barracks, Exeter. Mit 1 RIFLES gepaart der 7th Infantry Brigade unterstellt. Soll 2023 ebenso wie 8 RIFLES der reaktivierten 19th Brigade, in der die in Teilzeit dienenden Army Reserve Einheiten der 1st (United Kingdom) Division gebündelt werden, unterstellt werden.[5]
- 7th Battalion The Rifles (7 RIFLES): leichte Infanterie; Army Reserve, County-Bataillon für Südengland und den Großraum London. Hauptquartier in den Brock Barracks, Reading. Mit 5 RIFLES gepaart der 20 Armoured Brigade unterstellt. Soll 2023 nach Kensington (London) verlegen.[6]
- 8th Battalion The Rifles (8 RIFLES): leichte Infanterie; Army Reserve, County-Bataillon für Durham, Yorkshire, Shropshire und Birmingham. Hauptquartier in Bishop Auckland. Mit 3 RIFLES gepaart der 51st Infantry Brigade unterstellt. Soll 2023 ebenso wie 6 RIFLES der  19th Brigade unterstellt werden.[7]

Außerdem gibt es noch zwei kleinere Einheiten, die das Abzeichen der Rifles tragen, aber anderen Regimentern unterstehen:
- Durham (The Rifles) Company, 5th Battalion, The Royal Regiment of Fusiliers
- Y (RIFLES) Platoon, 5th Battalion, The Royal Regiment of Fusiliers

Colonel-in-chief des Regiments ist seit 2020 Camilla, Duchess of Cornwall; die Bataillone haben Royal Colonels aus den Reihen der Königsfamilie.

## Geschichte
Im Rahmen der Restrukturierung der British Army auf Grundlage des Verteidigungsweißbuchs Delivering Security in a Changing World (2003) wurde das Regiment Anfang 2007 aus den vier Regimentern der Light Division (dt. Leichte Division) gebildet:
- Royal Green Jackets (Leichte Infanterie)
- The Light Infantry (Leichte Infanterie)
- Devonshire and Dorset Light Infantry (territoriales leichtes Infanterieregiment)
- Royal Gloucestershire, Berkshire and Wiltshire Light Infantry (territoriales leichtes Infanterieregiment)

Dabei wurden folgende Bataillone aufgestellt:
- 1 RIFLES – aus den jeweils einzigen Bataillonen der Devonshire and Dorset Light Infantry und der Royal Gloucestershire, Berkshire and Wiltshire Light Infantry
  - der 3 Commando Brigade unterstellt, später der 160th Infantry Brigade
- 2 RIFLES – aus dem bisherigen 1. Bataillon, Royal Green Jackets
  - der 19th Light Brigade unterstellt
- 3 RIFLES – aus dem bisherigen 2. Bataillon, The Light Infantry
  - der 38th (Irish) Brigade unterstellt
- 4 RIFLES – aus dem bisherigen 2. Bataillon, Royal Green Jackets
- 5 RIFLES – aus dem bisherigen 1. Bataillon, The Light Infantry

Aus Einheiten der Territorial Army (TA, deutsch Reserveheer) wurden folgende TA-Bataillone aufgestellt:
- 6 RIFLES – aus den Rifle Volunteers
- 7 RIFLES – aus den Royal Rifle Volunteers (minus eine Kompanie) und zweier dem London Regiment unterstellten Kompanien der Royal Green Jackets.

Das 2., 3. und 4. Bataillon waren noch im Jahr 2007 an schweren Kämpfen im Irak beteiligt. Das 1. Bataillon war 2008 und 2009 ein halbes Jahr in Afghanistan in der Provinz Helmand im Einsatz. Das 5. Bataillon war im Mai 2009 eine der letzten britischen Militäreinheiten beim Abzug aus dem Irak. Seit Sommer 2009 waren mehrere Bataillone des Regiments rotierend in Afghanistan im Einsatz.
Im Rahmen der Rückholung der in Deutschland stationierten britischen Einheiten verlegte im September 2016 auch das bis dahin in den Alanbrooke Barracks in Paderborn stationierte 5. Bataillon nach England.
Ende 2016 befahl der Verteidigungsminister die Aufstellung der 8 RIFLES zum 1. November 2017 als weiteres Reservebataillon.
Im Oktober 2017 wurden das bis dahin als mechanisierte Infanterie (auf Mastiff) der 1st Armoured Infantry Brigade unterstellte 4. Bataillon gemeinsam mit 1 SCOTS zur Aufstellung der Specialised Infantry Group abgestellt. Die hauptsächliche Aufgabe der unter dem Kommando der 6th (United Kingdom) Division stehenden Specialised Infantry Group war Ausbildung, Training und Beratung Militärs anderer Länder nach dem Vorbild der US Army Security Force Assistance Brigades. Nach ihrer Ausbildung bei eben diesen folgten 2018 entsprechende Einsätze in Kuwait, Irak und Afghanistan. Am 1. Dezember 2021 wurde 4 RIFLES zu 4 RANGER, dem 4. Bataillon des neu gebildeten Ranger Regiment.

## Tradition

### Traditionslinien
| 1880                                                                          | Childers-Reformen 1881                                                                            | Namensänderung 1921                                                                               | Verteidigungsweißbuch 1957                                       | Verteidigungsweißbuch 1966                                       | Optionen zur Anpassung 1990                                 | Sicherheit in einer sich verändernden Welt 2003 |
| ----------------------------------------------------------------------------- | ------------------------------------------------------------------------------------------------- | ------------------------------------------------------------------------------------------------- | ---------------------------------------------------------------- | ---------------------------------------------------------------- | ----------------------------------------------------------- | ----------------------------------------------- |
| 11th (North Devon) Regiment of Foot                                           | The Devonshire Regiment                                                                           | The Devonshire Regiment                                                                           | The Devonshire and Dorset Regiment                               | The Devonshire and Dorset Regiment                               | The Devonshire and Dorset Regiment                          | The Rifles                                      |
| 39th (Dorsetshire) Regiment of Foot                                           | The Dorsetshire Regiment                                                                          | The Dorsetshire Regiment                                                                          | The Devonshire and Dorset Regiment                               | The Devonshire and Dorset Regiment                               | The Devonshire and Dorset Regiment                          | The Rifles                                      |
| 54th (West Norfolk) Regiment of Foot                                          | The Dorsetshire Regiment                                                                          | The Dorsetshire Regiment                                                                          | The Devonshire and Dorset Regiment                               | The Devonshire and Dorset Regiment                               | The Devonshire and Dorset Regiment                          | The Rifles                                      |
| 13th (1st Somersetshire) (Prince Albert's Light Infantry) Regiment of Foot    | Prince Albert's Light Infantry (Somersetshire Regiment)                                           | The Somerset Light Infantry (Prince Albert's)                                                     | The Somerset and Cornwall Light Infantry                         | The Light Infantry                                               | The Light Infantry                                          | The Rifles                                      |
| 32nd (Cornwall Light Infantry) Regiment of Foot                               | The Duke of Cornwall's Light Infantry                                                             | The Duke of Cornwall's Light Infantry                                                             | The Somerset and Cornwall Light Infantry                         | The Light Infantry                                               | The Light Infantry                                          | The Rifles                                      |
| 46th (South Devonshire) Regiment of Foot                                      | The Duke of Cornwall's Light Infantry                                                             | The Duke of Cornwall's Light Infantry                                                             | The Somerset and Cornwall Light Infantry                         | The Light Infantry                                               | The Light Infantry                                          | The Rifles                                      |
| 51st (2nd Yorkshire, West Riding, King's Own Light Infantry) Regiment of Foot | The King's Own Light Infantry (South Yorkshire Regiment)                                          | King's Own Yorkshire Light Infantry                                                               | King's Own Yorkshire Light Infantry                              | The Light Infantry                                               | The Light Infantry                                          | The Rifles                                      |
| 105th (Madras Light Infantry) Regiment of Foot                                | The King's Own Light Infantry (South Yorkshire Regiment)                                          | King's Own Yorkshire Light Infantry                                                               | King's Own Yorkshire Light Infantry                              | The Light Infantry                                               | The Light Infantry                                          | The Rifles                                      |
| 53rd (Shropshire) Regiment of Foot                                            | The King's Light Infantry (Shropshire Regiment)                                                   | The King's Shropshire Light Infantry                                                              | The King's Shropshire Light Infantry                             | The Light Infantry                                               | The Light Infantry                                          | The Rifles                                      |
| 85th (Bucks Volunteers) (King's Light Infantry) Regiment of Foot              | The King's Light Infantry (Shropshire Regiment)                                                   | The King's Shropshire Light Infantry                                                              | The King's Shropshire Light Infantry                             | The Light Infantry                                               | The Light Infantry                                          | The Rifles                                      |
| 68th (Durham) (Light Infantry) Regiment of Foot                               | The Durham Light Infantry                                                                         | The Durham Light Infantry                                                                         | The Durham Light Infantry                                        | The Light Infantry                                               | The Light Infantry                                          | The Rifles                                      |
| 106th (Bombay Light Infantry) Regiment of Foot                                | The Durham Light Infantry                                                                         | The Durham Light Infantry                                                                         | The Durham Light Infantry                                        | The Light Infantry                                               | The Light Infantry                                          | The Rifles                                      |
| 28th (North Gloucestershire) Regiment of Foot                                 | The Gloucestershire Regiment                                                                      | The Gloucestershire Regiment                                                                      | The Gloucestershire Regiment                                     | The Gloucestershire Regiment                                     | The Royal Gloucestershire, Berkshire and Wiltshire Regiment | The Rifles                                      |
| 61st (South Gloucestershire) Regiment of Foot                                 | The Gloucestershire Regiment                                                                      | The Gloucestershire Regiment                                                                      | The Gloucestershire Regiment                                     | The Gloucestershire Regiment                                     | The Royal Gloucestershire, Berkshire and Wiltshire Regiment | The Rifles                                      |
| 49th (Hertfordshire) (Princess Charlotte of Wales's) Regiment of Foot         | Princess Charlotte of Wales's (Berkshire Regiment)                                                | The Royal Berkshire Regiment (Princess Charlotte of Wales's)                                      | The Duke of Edinburgh's Royal Regiment (Berkshire and Wiltshire) | The Duke of Edinburgh's Royal Regiment (Berkshire and Wiltshire) | The Royal Gloucestershire, Berkshire and Wiltshire Regiment | The Rifles                                      |
| 66th (Berkshire) Regiment of Foot                                             | Princess Charlotte of Wales's (Berkshire Regiment)                                                | The Royal Berkshire Regiment (Princess Charlotte of Wales's)                                      | The Duke of Edinburgh's Royal Regiment (Berkshire and Wiltshire) | The Duke of Edinburgh's Royal Regiment (Berkshire and Wiltshire) | The Royal Gloucestershire, Berkshire and Wiltshire Regiment | The Rifles                                      |
| 62nd (Wiltshire) Regiment of Foot                                             | The Duke of Edinburgh's (Wiltshire Regiment)                                                      | The Wiltshire Regiment (Duke of Edinburgh's)                                                      | The Duke of Edinburgh's Royal Regiment (Berkshire and Wiltshire) | The Duke of Edinburgh's Royal Regiment (Berkshire and Wiltshire) | The Royal Gloucestershire, Berkshire and Wiltshire Regiment | The Rifles                                      |
| 99th (Duke of Edinburgh's) Regiment of Foot                                   | The Duke of Edinburgh's (Wiltshire Regiment)                                                      | The Wiltshire Regiment (Duke of Edinburgh's)                                                      | The Duke of Edinburgh's Royal Regiment (Berkshire and Wiltshire) | The Duke of Edinburgh's Royal Regiment (Berkshire and Wiltshire) | The Royal Gloucestershire, Berkshire and Wiltshire Regiment | The Rifles                                      |
| 43rd (Monmouthshire Light Infantry) Regiment of Foot                          | The Oxfordshire Light Infantry 1908 umbenannt: The Oxfordshire and Buckinghamshire Light Infantry | The Oxfordshire Light Infantry 1908 umbenannt: The Oxfordshire and Buckinghamshire Light Infantry | 1st Green Jackets (43rd and 52nd)                                | The Royal Green Jackets                                          | The Royal Green Jackets                                     | The Rifles                                      |
| 52nd (Oxfordshire) (Light Infantry) Regiment of Foot                          | The Oxfordshire Light Infantry 1908 umbenannt: The Oxfordshire and Buckinghamshire Light Infantry | The Oxfordshire Light Infantry 1908 umbenannt: The Oxfordshire and Buckinghamshire Light Infantry | 1st Green Jackets (43rd and 52nd)                                | The Royal Green Jackets                                          | The Royal Green Jackets                                     | The Rifles                                      |
| 60th (King's Royal Rifle Corps) Regiment of Foot                              | The King's Royal Rifle Corps                                                                      | The King's Royal Rifle Corps                                                                      | 2nd Green Jackets, The King's Royal Rifle Corps                  | The Royal Green Jackets                                          | The Royal Green Jackets                                     | The Rifles                                      |
| Rifle Brigade (The Prince Consort's Own) entstanden aus den 95th Rifles       | The Prince Consort's Own (Rifle Brigade)                                                          | The Prince Consort's Own (Rifle Brigade)                                                          | 3rd Green Jackets, The Rifle Brigade                             | The Royal Green Jackets                                          | The Royal Green Jackets                                     | The Rifles                                      |

### Parade und Protokoll
Aufgrund der besonderen Tradition als Leichte Infanterie haben sich im Regiment verschiedene Abweichungen von Regeln und Dienstvorschriften der britischen Armee erhalten. Rifles in Formation wie The Rifles oder den Royal Gurkha Rifles marschieren niemals im langsamen Marsch (68 Schritt/min englisch slow march) oder schnellen Marsch (120 Schritt/min englisch quick march), den Standardschrittfrequenzen der britischen Armee.
Die Light Infantry marschiert entweder im Eilmarsch mit 140 Schritt/min (englisch double past) oder im Laufschritt (englisch double march). Bei beiden Geschwindigkeiten wird das Gewehr nicht geschultert, sondern am langen Arm getragen. Dies geht auf die Aufgaben der leichten Infanterie im 19. Jahrhundert zurück, die als Plänkler und Flankenschutz der Linieninfanterie in der Flanke oder voraus schnell verlegen mussten und damit schneller marschierten als die Garde- und Linienregimenter der Infanterie. Aufgrund der hohen Schrittfrequenz marschieren The Rifles in Paraden oft als erste Infanterie, obwohl sie gemäß protokollarischer Ordnung (order of precedence) erst nach Garde- und Linienregimentern gelistet sind.
Mannschaften der The Rifles tragen das Bajonett bei Paraden niemals aufgepflanzt. Das geht auf die Tradition zurück, dass sie im frühen 19. Jahrhundert in Abweichung zur Linieninfanterie eine kürzere Büchse verwendeten. Mit dieser wurde grundsätzlich ohne Bajonett geschossen, um einen präzisen Schuss abgeben zu können. Als Seitenwaffe wurde ein Schwertbajonett getragen, das man erst kurz vor dem Nahkampf aufpflanzte, um den Nachteil der kurzen Büchsen ausgleichen zu können. In Abweichung vom Formaldienst der britischen Armee gibt es im Regiment keinen Befehl Attention (deutsch Achtung oder Stillgestanden). Befehle werden direkt aus dem At ease (deutsch rührt euch) ausgeführt und enden damit. Alle Soldaten des Regiments werden, unabhängig vom Dienstgrad, als Rifleman (deutsch Schütze) angeredet.